# Низький Тауерн

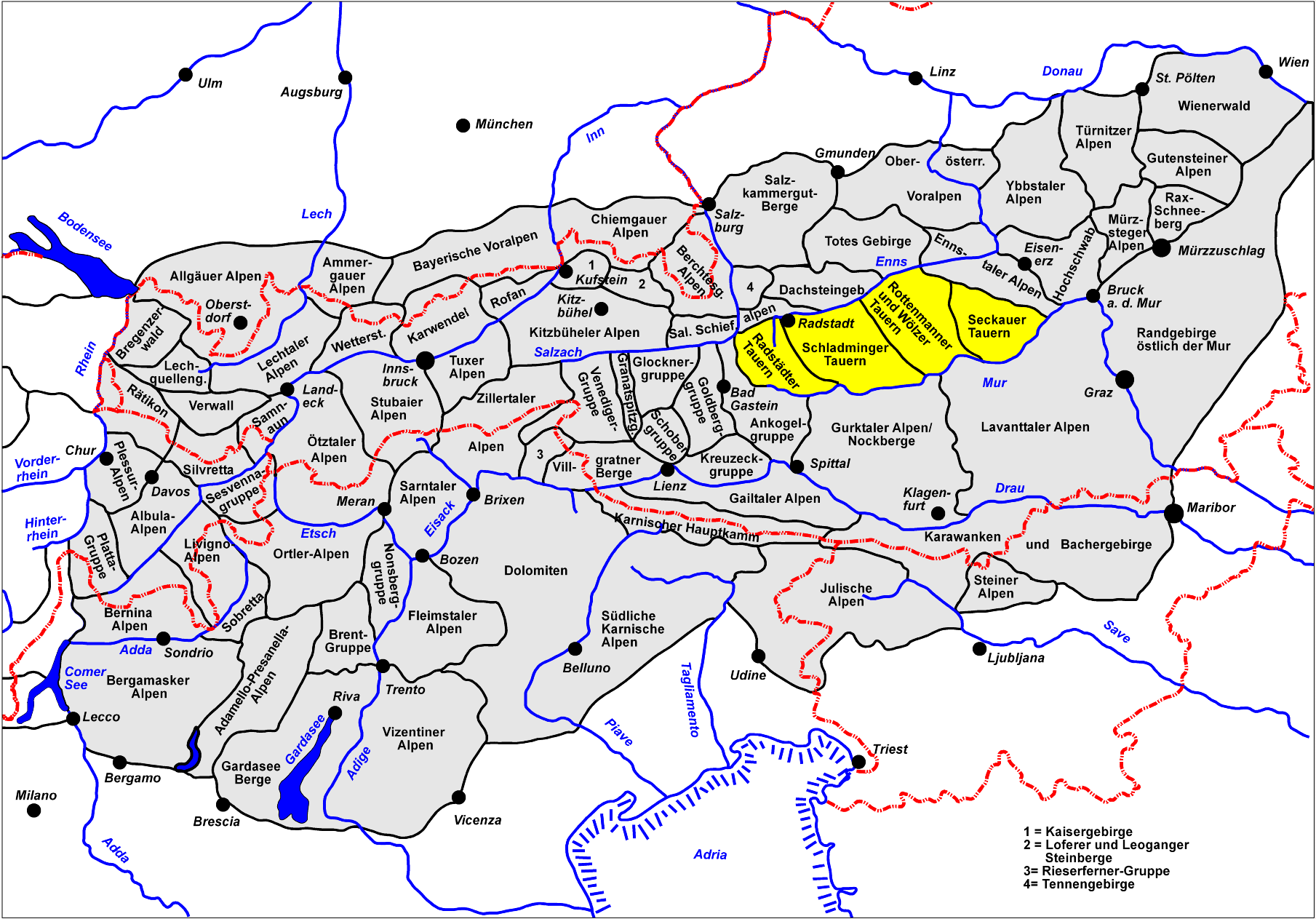
мапа розташування Низького Тауерну

Низький Тауерн (нім. Niedere Tauern), гірський хребет в Альпах, в Австрії.
- Довжина близько 100 км.
- Висота до 2863 м (гора Гохґоллінг[de]).

Складений гранітами, гнейсами, сланцями, вапняками. Альпійський рельєф (карст, трогові долини, гірські озера).
До висоти 2000 м — ліси з ялиці, модрини.